# Liste der Monuments historiques in Goussonville
Die Liste der Monuments historiques in Goussonville führt die Monuments historiques in der französischen Gemeinde Goussonville auf.

## Liste der Bauwerke
| Bezeichnung     | Beschreibung | Standort | Kennzeichnung | Schutzstatus | Datum | Bild           |
| --------------- | ------------ | -------- | ------------- | ------------ | ----- | -------------- |
| Kirche St-Denis | Erbaut 1559  | (Lage)   | PA00087446    | Inscrit      | 1950  | weitere Bilder |

## Liste der Objekte
| Bezeichnung                           | Beschreibung                              | Standort                      | Kennzeichnung | Schutzstatus | Datum | Bild           |
| ------------------------------------- | ----------------------------------------- | ----------------------------- | ------------- | ------------ | ----- | -------------- |
| Skulptur der heiligen Maria Magdalena | Stein, polychrom gefasst, 16. Jahrhundert | in der Kirche St-Denis (Lage) | PM78001636    | Inscrit      | 1982  | weitere Bilder |
| Skulptur Madonna mit Kind             | Stein, polychrom gefasst, 14. Jahrhundert | in der Kirche St-Denis (Lage) | PM78000191    | Classé       | 1959  | weitere Bilder |